# Noideattella
Genre
Noideattella est un genre d'araignées aranéomorphes de la famille des Oonopidae.

## Distribution
Les espèces de ce genre se rencontrent à Madagascar et aux Seychelles.

## Liste des espèces
Selon World Spider Catalog (version 16.0, 07/07/2015) :
- Noideattella amboa Álvarez-Padilla, Ubick & Griswold, 2012
- Noideattella assumptia (Saaristo, 2001)
- Noideattella famafa Álvarez-Padilla, Ubick & Griswold, 2012
- Noideattella fantara Álvarez-Padilla, Ubick & Griswold, 2012
- Noideattella farihy Álvarez-Padilla, Ubick & Griswold, 2012
- Noideattella gamela Álvarez-Padilla, Ubick & Griswold, 2012
- Noideattella lakana Álvarez-Padilla, Ubick & Griswold, 2012
- Noideattella mamba Álvarez-Padilla, Ubick & Griswold, 2012
- Noideattella omby Álvarez-Padilla, Ubick & Griswold, 2015
- Noideattella saka Álvarez-Padilla, Ubick & Griswold, 2012
- Noideattella sylvnata Álvarez-Padilla, Ubick & Griswold, 2015
- Noideattella tany Álvarez-Padilla, Ubick & Griswold, 2012
- Noideattella tsiba Álvarez-Padilla, Ubick & Griswold, 2012

## Publication originale
- Álvarez-Padilla, Ubick & Griswold, 2012 : Noideattella and Tolegnaro, two new genera of goblin spiders from Madagascar, with comments on the gamasomorphoid and silhouettelloid oonopids (Araneae, Oonopidae). American Museum Novitates, no 3745, p. 1-76 (texte intégral).